# 空间声音 (绘画)
空间声音（英語： 法語：）是比利时超现实主义画家雷尼·马格利特于1931年所创作的布面油画。长72.7公分宽54.2公分。现藏于美國所羅門·古根漢美術館。